# West Midlands (regio)
West Midlands is een regio van Engeland met ongeveer 5,6 miljoen inwoners en daarmee de vijfde regio naar inwoneraantal. De regio staat ook wel bekend onder haar historische naam Mercia.
In de regio ligt het gelijknamige graafschap West Midlands.

## Bestuurlijke indeling
De regio bestaat uit de volgende lokaal bestuurde gebieden (graafschappen of unitary authorities):
| Bestuurlijke indeling |
| --- |
| - Herefordshire (unitary authority) - Shropshire (shire county) - Staffordshire (shire county) - Stoke-on-Trent (unitary authority) - Telford and Wrekin (unitary authority) - Warwickshire (shire county) - West Midlands (stedelijke graafschap) - Birmingham (district) - Coventry (district) - Dudley (district) - Sandwell (district) - Solihull (district) - Walsall (district) - Wolverhampton (district) - Worcestershire (shire county) |

 Engeland ·  Schotland ·  Noord-Ierland ·  Wales
Regio's van Engeland: East of England · East Midlands · Londen · North East · North West · South East · South West · West Midlands · Yorkshire and the Humber
Bath and North East Somerset* · Bedfordshire · Berkshire · Blackburn & Darwen* · Blackpool* · Bournemouth* · Brighton & Hove* · Bristol* · Buckinghamshire · Cambridgeshire · Cheshire · Cornwall · Cumbria · Darlington* · Derby* · Derbyshire · Devon · Dorset · Durham · East Riding of Yorkshire* · East Sussex · Essex · Gloucestershire · Greater London · Greater Manchester · Halton* · Hampshire · Hartlepool* · Herefordshire* · Hertfordshire · Hull* · Isle of Wight* · Kent · Lancashire · Leicester* · Leicestershire · Lincolnshire · Luton* · Medway* · Merseyside · Middlesbrough* · Milton Keynes* · Norfolk · Northamptonshire · Northumberland · North East Lincolnshire* · North Lincolnshire * · North Somerset* · North Yorkshire · Nottingham* · Nottinghamshire · Oxfordshire · Peterborough* · Plymouth* · Poole* · Portsmouth* · Redcar & Cleveland* · Rutland* · Shropshire · Somerset · Southend-on-Sea* · Southampton* · South Gloucestershire* · South Yorkshire · Staffordshire · Stockton-on-Tees* · Stoke-on-Trent* · Suffolk · Surrey · Swindon* · Telford & Wrekin* · Thurrock* · Torbay* · Tyne & Wear · Warrington* · Warwickshire · West Midlands · West Sussex · West Yorkshire · Wiltshire · Worcestershire · York* 
Overig: Ceremoniële graafschappen · Traditionele graafschappen